# Mark Borthwick
Mark Borthwick (* 1963) je britský fotograf působící v Brooklynu v New Yorku. Jeho fotografie se vyznačují minimalistickým stylem s neostrostí, nízkou živostí a sytostí barev. Svou fotografickou tvorbu publikoval v mnoha publikacích, včetně módních a kulturních časopisů Vogue, George, Purple nebo Index. V roce 2012 spolupracoval s americkou hudební kapelou Passion Pit na grafickém zpracování jejich hudebního alba s názvem Gossamer, společně s dalšími propagačními grafickými materiály. Tři dekády byl ženatý s americkou módní návrhářkou chilského původu Marií Cornejo, se kterou má dceru a syna a se kterou též spolupracoval profesně.